# 勝利級研究船
勝利級研究船（英語：USNS Victorious；T-AGOS-19）是一艘勝利級海洋監視艦，於1991年由美國海軍接收，隸屬美國軍事海運司令部（MSC）之特殊任務計畫。

## 在路易斯安那州摩根市建造
勝利號由位於路易斯安那州摩根城的麥克德莫特造船廠建造。該艦於1988年4月12日安放龍骨，1990年5月3日下水，並於1991年8月13日交付美國海軍。

## 特殊任務
勝利號由美國海上運輸司令部（MSC）指揮，配置19名文職水手及5名任務人員。
本艦採用小水線面雙船體設計（SWATH），類似雙體船，可提供穩定平台以拖曳SURTASS聲納陣列。 

## 與中國的摩擦事件
2009年3月4日，勝利號在與中國船艦的一系列摩擦事件中再次捲入。當時該艦正在距中國大陸約120海里（約220公里）的黃海國際水域執行任務，一艘中國漁政巡邏船多次以強光探照燈照射勝利號全艦。
隔日，一架中國運-12海事巡邏機對勝利號進行12次低空飛越，飛行高度約為400英尺（120），距離僅500碼。
2009年5月，勝利號在黃海再次受到中國船隻騷擾。當時中國艦艇多次在濃霧中靠近勝利號，最近距離達30碼，其中一艘更在其航道前方停下，迫使勝利號停船以避免碰撞。

## 註解
1. ↑  . Military Sealift Command. November 3, 2000  [2009-03-09]. （原始内容存档于2009-03-12）.
2. ↑  . CNN. 2009-05-05  [2010-05-27].